# Fyrverkarbacken

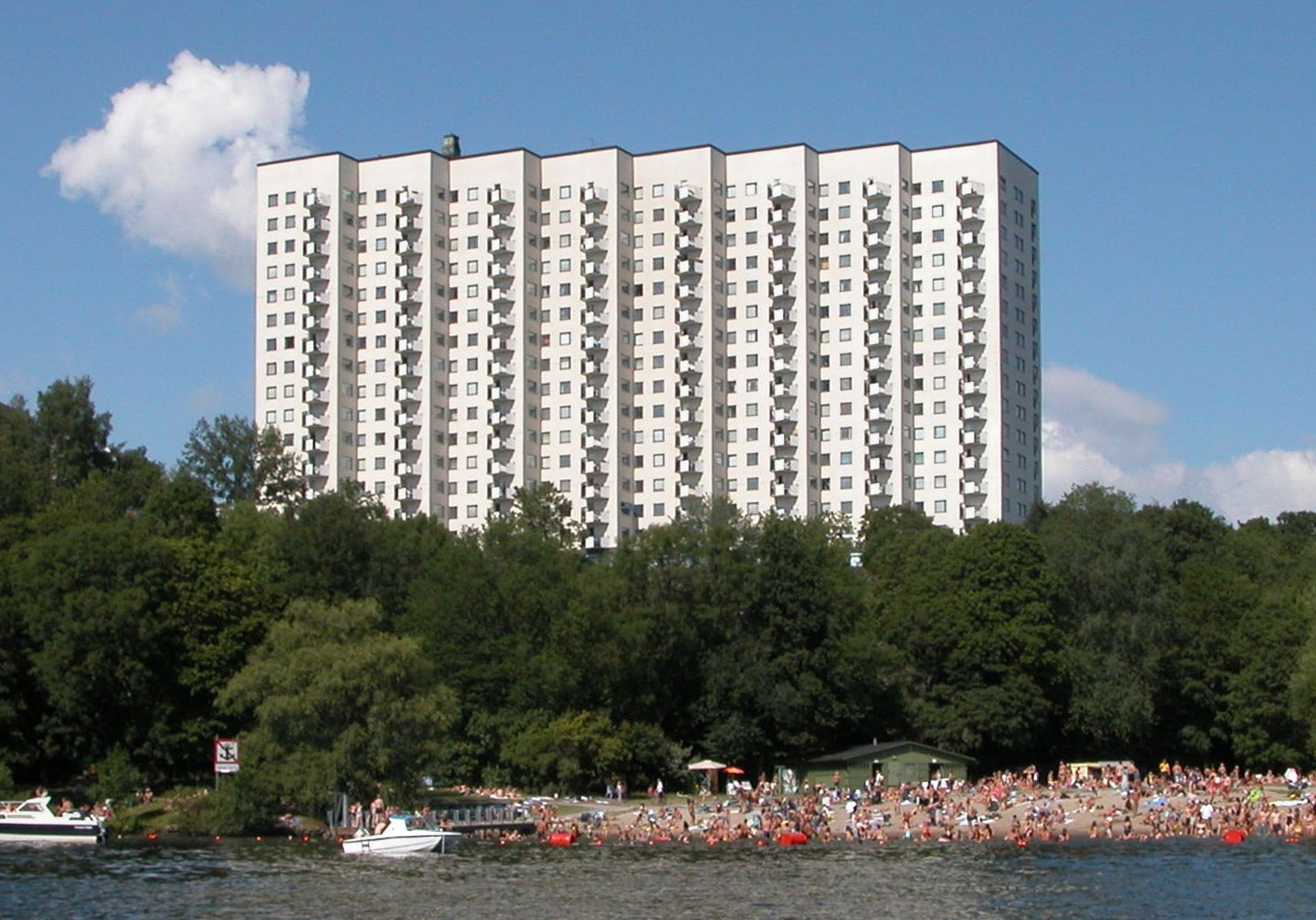
Det så kallade Erlanderhuset med adressen Fyrverkarbacken. I förgrunden Riddarfjärden och Smedsuddsbadet

Fyrverkarbacken är en gata i området Marieberg på Kungsholmen i Stockholm. Gatan, som utgår från Gjörwellsgatan mitt för Svenska Dagbladets tidigare redaktionshus, fick sitt namn år 1961. Namnet relaterar till den militära Fyrverkarkåren som under 1800-talet hade sin verksamhet i Mariebergsområdet.
Vid Fyrverkarbacken ligger ett 16 våningar högt flerfamiljshus med karaktäristisk arkitektur som har liknats vid ett dragspel. Huset kallas Dragspelshuset och Erlanderhuset, efter Sveriges dåvarande statsminister Tage Erlander. Från 1962 bodde han i en hyreslägenhet i huset.
Vid Fyrverkarbacken ligger även Riksarkivet.
21 juni 2023 bytte busshållplatsen vid Fyrverkarbacken namn till Fria Ukrainas plats efter att parken Mariebergsparken tidigare också bytt namn till Fria Ukrainas plats. Dessa parken och busshållplatsen ligger i närheten av Rysslands ambassad i Stockholm och parken Fria Ukrainas plats (tidigare Mariebergsparken).